# Stenoplax petaloides
Stenoplax petaloides är en blötdjursart som först beskrevs av Gould 1846.  Stenoplax petaloides ingår i släktet Stenoplax och familjen Ischnochitonidae. Inga underarter finns listade i Catalogue of Life.